# Sara Alonso
Pour les articles homonymes, voir Alonso.
Sara Alonso Martínez, née le 17 avril 1999 à Saint-Sébastien, est une coureuse de fond espagnole spécialisée en course en montagne et en trail. Elle est championne d'Espagne de course de montagne RFEA 2022 et a remporté le marathon du Mont-Blanc en 2022.

## Biographie
Sara Alonso pratique de nombreux sports, passant du tennis de table, à la gymnastique rythmique puis au football. Elle se met ensuite à l'athlétisme où elle se découvre un talent pour la discipine du 3 000 mètres steeple. Lors de ses études en sciences du sport à l'université de Lérida, elle découvre la discipine du trail et s'y essaie avec succès, terminant quatrième lors de sa première course. Freinée dans son élan par la pandémie de Covid-19, elle nourrit sa nouvelle passion en regardant des vidéos sur internet bien décidée à lancer sa carrière sportive dans ce sport. Elle s'y remet en prenant le départ de la course Canfranc-Canfranc 16K où elle termine deuxième.
Le 4 septembre 2021 elle se révèle sur la scène internationale lors du Chiemgau Trail Run, manche de la Golden Trail World Series où elle parvient à décrocher la troisième place. Le 25 septembre, elle confirme lors de la Skyrhune où elle termine à nouveau sur la troisième marche du podium, portée par le public basque.
Le 5 mars 2022, elle prend le départ du marathon de la Transgrancanaria. Menant la course, elle s'impose en 3 h 30 min 10 s après une lutte serrée avec Toni McCann et Anna Comet. Le 29 mars, portée par son public, elle termine troisième de Zegama-Aizkorri derrière les deux grandes favorites, Nienke Brinkman et Maude Mathys. Le 4 juin, elle prend le départ des championnats d'Espagne de course de montagne RFEA à San Juan de Riópar. Profitant de l'absence de la championne en titre Núria Gil, elle se retrouve en tête aux côtés de sa concitoyenne basque Onditz Iturbe. Sara Alonso tire avantage de la descente pour prendre l'avantage et remporter le titre. Le 26 juin, elle s'élance parmi les favorites au marathon du Mont-Blanc. Prenant un départ prudent, elle tire avantage des descentes pour s'emparer de la tête de course. Elle fonce en tête alors que ses adversaires luttent pour les places sur le podium. Elle s'impose en 4 h 14 min 49 s, devançant de cinq minutes sa plus proche rivale, la Néo-Zélandaise Caitlin Fielder. Cette victoire lui permet de prendre la tête provisoire du classement de la Golden Trail World Series. Elle connaît une suite de saison plus discrète. Lors de la Stranda Fjord Trail Race, elle ne termine que cinquième et connaît l'abandon lors de la Flagstaff Sky Peaks. Néanmoins, elle est la seule à prendre le départ de toutes les manches du calendrier et termine la saison à la troisième place du classement général grâce à ses deux podiums et des résultats constants.

## Palmarès
| no  | féminin            | Course                                            | Longueur | Départ            | Temps           |
| --- | ------------------ | ------------------------------------------------- | -------- | ----------------- | --------------- |
| 19e | Médaille d'argent  | Canfranc-Canfranc 16K                             | 16 km    | 12 septembre 2020 | 2 h 13 min 58 s |
| 15e | Médaille de bronze | Chiemgau Trail Run                                | 44,8 km  | 4 septembre 2021  | 4 h 43 min 29 s |
| 38e | Médaille de bronze | Skyrhune                                          | 21 km    | 25 septembre 2021 | 2 h 19 min 1 s  |
| 63e | 9e                 | Coupe des nations de la WMRA                      | 19 km    | 31 octobre 2021   | 1 h 38 min 18 s |
| 17e | Médaille d'or      | Transgrancanaria Maratón                          | 42,9 km  | 5 mars 2022       | 3 h 30 min 40 s |
| 51e | Médaille de bronze | Zegama-Aizkorri                                   | 42 km    | 29 mai 2022       | 4 h 26 min 40 s |
| 33e | Médaille d'or      | Championnats d'Espagne de course de montagne RFEA | 18,5 km  | 4 juin 2022       | 1 h 32 min 22 s |
| 28e | Médaille d'or      | Marathon du Mont-Blanc                            | 42 km    | 26 juin 2022      | 4 h 14 min 49 s |
| 31e | Médaille d'or      | ETC                                               | 15 km    | 29 août 2023      | 1 h 37 min 18 s |
| 47e | Médaille d'or      | Limone Extreme                                    | 22,2 km  | 28 octobre 2023   | 2 h 56 min 20 s |
| 18e | Médaille d'or      | SaintéSprint                                      | 24 km    | 2 décembre 2023   | 1 h 35 min 11 s |
| 30e | Médaille d'or      | Calamorro Skyrace                                 | 27,5 km  | 6 avril 2024      | 2 h 59 min 8 s  |
| 30e | Médaille d'argent  | Kobe Trail                                        | 21,3 km  | 20 avril 2024     | 2 h 58 min 34 s |
| 7e  | Médaille d'argent  | Tavignanu Trail                                   | 33 km    | 6 juillet 2024    | 3 h 53 min 3 s  |
| 25e | Médaille d'or      | Skyrhune                                          | 21 km    | 21 septembre 2024 | 2 h 13 min 16 s |
| 2e  | Médaille d'or      | Puerto Vallarta Mexico by UTMB - 50K Nakawé       | 49 km    | 9 novembre 2024   | 5 h 25 min 54 s |
| 18e | Médaille d'or      | SaintéSprint                                      | 24 km    | 30 novembre 2024  | 1 h 38 min 11 s |
| 7e  | Médaille d'or      | Arc of Attrition 25                               | 40 km    | 25 janvier 2025   | 3 h 4 min 55 s  |
| 13e | Médaille d'or      | Kobe Trail                                        | 21,3 km  | 19 avril 2025     | 2 h 53 min 57 s |
| 50e | Médaille d'or      | Zegama-Aizkorri                                   | 42,2 km  | 25 mai 2025       | 4 h 27 min 25 s |

## Records
| Épreuve              | Épreuve              | Performance     | Date             | Lieu            |
| -------------------- | -------------------- | --------------- | ---------------- | --------------- |
| 1 500 mètres         | en salle             | 4 min 51 s 24   | 4 mars 2017      | Valence         |
| 1 500 mètres         | Plein air            | 4 min 55 s 35   | 28 juin 2017     | Ordizia         |
| 3 000 mètres         | en salle             | 10 min 6 s 49   | 13 janvier 2019  | Sabadell        |
| 2 000 mètres steeple | 2 000 mètres steeple | 7 min 26 s 53   | 25 juin 2016     | Mataró          |
| 3 000 mètres steeple | 3 000 mètres steeple | 10 min 39 s 10  | 11 mai 2019      | Valence         |
| 10 kilomètres        | 10 kilomètres        | 36 min 55 s     | 25 novembre 2018 | Saint-Sébastien |
| Semi-marathon        | Semi-marathon        | 1 h 11 min 46 s | 16 février 2025  | Barcelone       |